# Bound (película de 2015)
Bound es una película de drama, romance y suspense erótica escrita y dirigida por Jared Cohn y protagonizada por Charisma Carpenter y Daniel Baldwin. Producida por The Asylum, la película es un mockbuster de Cincuenta sombras de Grey.

## Argumento
Michelle Mulan (Charisma Carpenter) trabaja en la empresa en la que su padre, Walter (Daniel Baldwin), es presidente. Mientras que otros presidentes quieren vender la empresa, ya que ésta no está pasando por su mejor momento, Michelle piensa que lo mejor es fusionarse con otras empresas. A pesar de tener un novio, George (Mark McClain Wilson), Michelle no logra saciar sus deseos sexuales. Al ser también una madre soltera, lucha para sacar adelante a su hija, Dara (Morgan Obenreder), la cual va a ir a la universidad. Una noche van a cenar a un restaurante. Allí, un hombre quince años menor que ella se encapricha con ella. Después de dejar a Dara en la casa, Michelle regresa al restaurante a buscar su tarjeta de crédito, la cual había olvidado, y se encuentra con Ryan (Bryce Draper) quien trata de seducirla, pero Michelle se siente incómoda con la situación y se va. Aun teniendo su número, Michelle inicialmente decide no volver a verle, pero después de una reunión de la empresa, decide hacerlo. Después de rechazar una propuesta de matrimonio de George, Michelle sale con Ryan. En su cita, se introduce en el mundo del BDSM. Después de romper con George, Michelle comienza a salir con Ryan y fácilmente cede a su personalidad dominante.
A medida que la relación avanza, Michelle comienza a llamar a Ryan su 'maestro' y se refiere a sí misma como una "sucia puta". En una cena benéfica, Ryan comienza a insultar a los clientes de Michelle y a comprometerla a ella. A pesar de esto, ella se las arregla para conseguir que el cliente considere la posibilidad de una fusión. Mientras, decide aprender más acerca de ser dominado y muy rápidamente se entera de que ella disfruta de someterse a los deseos de Ryan. Después de descubrir que Ryan es un traficante y un ladrón de coches por boca de su padre, Michelle continúa tratando de negociar un acuerdo con el cliente para salvar la empresa. Michelle empieza a indagar más acerca del mundo de la sumisión. A lo largo del camino, sin embargo, ella también aprende a convertirse en dominante. Trata de alternar los papeles con Ryan pero éste se niega a ser un sumiso y la echa de su casa una noche en la que estaban manteniendo relaciones. Al volver una noche a casa ve cómo Ryan también sedujo a su hija Dara e hizo de ella una sumisa. Al ver esto, ella finalmente rompe con Ryan y utiliza sus nuevas proezas sexuales a tomar el control de su vida. Acude a casa de Ryan, donde discuten y pelean pero se las arregla para utilizar una cámara para golpearlo y dejarle inconsciente. Lo lleva a una mazmorra privada y lo trata como a un sumiso. Después de torturar a Ryan, Michelle llama a la policía por acosar a su hija menor de edad. Con su nueva confianza, Michelle cierra el trato con su cliente, mientras le convierte en su sumiso.

## Reparto
- Charisma Carpenter como Michelle Mulan.
- Daniel Baldwin como Walter.
- Bryce Draper como Ryan Black.
- Morgan Obenreder como Dara.
- Andy T. Tran como Lee.
- Hayley McLaughlin como Alana.
- Michael Monks como Preston.
- Marca McClain como George Wilson.
- Noel Arthur como Jesse Aaron.
- Steffinnie Phrommany como Kori.